# Grevillea confertifolia
Espèce
Classification phylogénétique
Grevillea confertifolia est une espèce d'arbuste de la famille des Proteaceae endémique de la région des Grampians au Victoria en Australie.
Il a généralement un port peu étalé ou dressé, atteignant jusqu'à 1 mètre de haut. Les feuilles sont linéaires ou oblongues elliptiques. Les fleurs apparaissent entre août et décembre (de la fin de l'hiver au début de l'été) dans son aire d'origine. Elles ont un périanthe pourpre avec un style rose ou mauve.
L'espèce a été formellement décrite en 1855 par le botaniste du gouvernement du Victoria Ferdinand von Mueller dans les Transactions of the Philosophical Society of Victoria. Sa description était basée sur une collection faite au sommet du mont William et sur les crêtes rocheuses à proximité.
On le rencontre sur des affleurements rocheux et à proximité de cours d'eau.